# Perches
Perches (en criollo haitiano Pèch) es una comuna de Haití que está situada en el distrito de Fuerte Libertad, del departamento de Noreste.

## Secciones
Está formado por las secciones de:
- Haut des Perches
- Bas des Perches (que abarca la villa de Perches)

## Demografía
| Gráfica de evolución demográfica de Perches entre 2009 y 2015 |
|                                                               |

Los datos demográficos contemplados en este gráfico de la comuna de Perches son estimaciones que se han cogido de 2009 a 2015 de la página del Instituto Haitiano de Estadística e Informática (IHSI). 